# Johannes Riis
Johannes Riis (født 12. januar 1950) er tidl. Litterær Direktør for Gyldendal, siden 2018 forlægger.
Riis er vokset op som bondesøn på Mors med fem yngre brødre på gården Damgaard ved Lødderup.
Han gik i forskole i Fredsø, fra tredje klasse på Centralskolen i Lødderup. og derefter på Nykøbing Mors Folke- og Realskole.
Han fik studentereksamen fra Nykøbing Kommunale Gymnasium (Morsø Gymnasium) i 1969.
Til hans far fortrydelse begyndte han at læse litteratur på Aarhus Universitet.
Som studerende havde han job som underviser på universitet og i biblioteksvæsnet.
I 1978 fik han en mag.art. i litteraturhistorie,
og var litteraturkritiker ved Aarhus Stiftstidende 1978–1979.
Riis kom til Gyldendal i 1979 da han blev redaktør i Gyldendals Bogklub.
Han blev siden først direktør i bogklubben i 1985, derefter direktør i datterselskabet Samlerens Forlag i 1987, for i 1994 at blive litterær direktør på Gyldendal.
I 2018 trådte Johannes Riis tilbage fra sin direktørpost til en stilling - stadig hos Gyldendal - som forlægger. Han har dog fastholdt sin centrale position i dansk kulturliv og er blevet betegnet med en vis grad af humor som "enevældig og litteraturhistorisk uantastelig".
Han har oversat bøger af blandt andre Vladimir Nabokov og George Orwell og desuden udvalgt og redigeret antologier med noveller af Anders Bodelsen, Sven Holm, Peter Seeberg, Knud Sørensen og Raymond Carver.
Riis har været medlem af bestyrelsen for Dansk PEN 1984–1990.
1994–1996 var han medlem af det humanistiske forskningsråd, og 1995–2000 bestyrelsesmedlem i Dansk Litteraturinformationscenter.
Han har også siddet som ekstern bestyrelsesmedlem for Aarhus Universitet.
I 2010 var Riis modtager af Rungstedlund-prisen.
Riis har siden 1972 været gift med cand. mag. i engelsk Vita Bøgesvang. Parret har fire sønner.